# Campeonato Soviético de Xadrez de 1929
O Campeonato Soviético de Xadrez de 1929 foi a 6ª edição do Campeonato de Xadrez da União Soviética, realizado em Odessa, entre 2 e 20 de setembro de 1929. A competição foi vencida por Boris Verlinsky. Foi a primeira edição fora de Moscou e Leningrado, e contou com um novo formato: 36 jogadores jogaram quatro quartas de final, com os três primeiros de cada avançando para duas semifinais de seis jogadores. Os dois primeiros colocados de cada semifinal jogaram um torneio final com quatro jogadores, disputado em um sistema de todos contra todos em duas voltas (mas pela desistência de um dos finalistas, o torneio final contou com apenas três jogadores). Os campeões do campeonato anterior, Peter Romanovsky e Fedir Bohatyrchuk, não participaram, por exigir que houvesse uma premiação em dinheiro. O dirigente da Federação de Xadrez Soviética, Nikolay Krylenko, havia extinguido as premiações em dinheiro no esporte. Pela vitória no campeonato, Boris Verlinsky foi o primeiro a receber o título de Grande Mestre soviético de xadrez. 

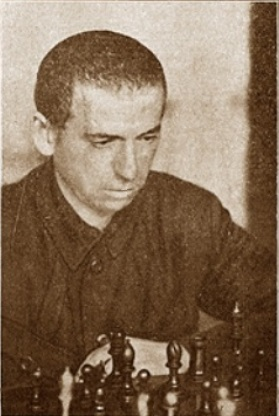
O campeão Boris Verlinsky

## Classificação e resultados

### Quartas de final
| N° | Jogador                  | 1 | 2 | 3 | 4 | 5 | 6 | 7 | 8 | 9 | Total |
| -- | ------------------------ | - | - | - | - | - | - | - | - | - | ----- |
| 1  | Yakov Rokhlin            | - | 1 | ½ | ½ | ½ | ½ | 0 | 1 | 1 | 5     |
| 2  | Vladislav Silich         | 0 | - | ½ | 1 | 1 | ½ | 1 | 0 | 1 | 5     |
| 3  | Konstantin Vigodchikov   | ½ | ½ | - | ½ | ½ | ½ | 1 | 1 | 0 | 4½    |
| 4  | Alexander Ilyin-Genevsky | ½ | 0 | ½ | - | ½ | ½ | 1 | ½ | 1 | 4½    |
| 5  | Vasily Panov             | ½ | 0 | ½ | ½ | - | 0 | ½ | 1 | 1 | 4     |
| 6  | Nicolai Sorokin          | ½ | ½ | ½ | ½ | 1 | - | ½ | 0 | 0 | 3½    |
| 7  | Veniamin Sozin           | 1 | 0 | 0 | 0 | ½ | ½ | - | ½ | 1 | 3½    |
| 8  | Yakov Vilner             | 0 | 1 | 0 | ½ | 0 | 1 | ½ | - | 0 | 3     |
| 9  | A. Bernstein             | 0 | 0 | 1 | 0 | 0 | 1 | 0 | 1 | - | 3     |

| N° | Jogador               | 1 | 2 | 3 | 4 | 5 | 6 | 7 | 8 | 9 | Total |
| -- | --------------------- | - | - | - | - | - | - | - | - | - | ----- |
| 1  | Mikhail Botvinnik     | - | 1 | ½ | 1 | 1 | ½ | 1 | 1 | 1 | 7     |
| 2  | Sergey von Freymann   | 0 | - | ½ | 1 | 1 | 1 | 1 | 1 | 1 | 6½    |
| 3  | Vsevolod Rauzer       | ½ | ½ | - | 0 | 1 | 1 | 1 | 1 | ½ | 5½    |
| 4  | Abram Poliak          | 0 | 0 | 1 | - | 1 | 1 | 1 | 1 | ½ | 5½    |
| 5  | Nikolai Riumin        | 0 | 0 | 0 | 0 | - | 1 | 1 | 1 | 1 | 4     |
| 6  | Vladimir Nenarokov    | ½ | 0 | 0 | 0 | 0 | - | ½ | 1 | 1 | 3     |
| 7  | Viacheslav Ragozin    | 0 | 0 | 0 | 0 | 0 | ½ | - | ½ | 1 | 2     |
| 8  | Sergey Mudrov         | 0 | 0 | 0 | 0 | 0 | 0 | ½ | - | 1 | 1½    |
| 9  | Nikolay Pavlov-Pianov | 0 | 0 | ½ | ½ | 0 | 0 | 0 | 0 | * | 1     |

| N° | Jogador           | 1 | 2 | 3 | 4 | 5 | 6 | 7 | 8 | 9 | Total |
| -- | ----------------- | - | - | - | - | - | - | - | - | - | ----- |
| 1  | Ilya Kan          | - | 1 | ½ | ½ | 1 | 1 | ½ | 1 | 1 | 6½    |
| 2  | Boris Verlinsky   | 0 | - | 1 | 1 | ½ | 1 | ½ | ½ | 1 | 5½    |
| 3  | Mikhail Makogonov | ½ | 0 | - | ½ | 1 | ½ | 1 | 1 | 1 | 5½    |
| 4  | Nikolai Zubarev   | ½ | 0 | ½ | - | 1 | 1 | ½ | 1 | 0 | 4½    |
| 5  | Viktor Goglidze   | 0 | ½ | 0 | 0 | - | ½ | ½ | 1 | 1 | 3½    |
| 6  | Nikolai Rudnev    | 0 | 0 | ½ | 0 | ½ | - | 1 | 0 | 1 | 3     |
| 7  | Dmitry Grigorenko | ½ | ½ | 0 | ½ | ½ | 0 | - | ½ | 0 | 2½    |
| 8  | Abram Model       | 0 | ½ | 0 | 0 | 0 | 1 | ½ | - | ½ | 2½    |
| 9  | Grigory Ravinsky  | 0 | 0 | 0 | 1 | 0 | 0 | 1 | ½ | - | 2½    |

| N° | Jogador            | 1 | 2 | 3 | 4 | 5 | 6 | 7 | 8 | 9 | Total |
| -- | ------------------ | - | - | - | - | - | - | - | - | - | ----- |
| 1  | Nikolai Grigoriev  | - | ½ | 1 | 0 | 1 | ½ | ½ | 1 | 1 | 5½    |
| 2  | Vladimir Makogonov | ½ | - | 0 | 1 | 0 | 1 | 1 | 1 | 1 | 5½    |
| 3  | Peter Izmailov     | 0 | 1 | - | 1 | ½ | 0 | 1 | ½ | 1 | 5     |
| 4  | Vladimir Kirillov  | 1 | 0 | 0 | - | 1 | 1 | 0 | 1 | 1 | 5     |
| 5  | Solomon Rosenthal  | 0 | 1 | ½ | 0 | - | ½ | 1 | 1 | ½ | 4½    |
| 6  | Solomon Gotthilf   | ½ | 0 | 1 | 0 | ½ | - | ½ | 0 | ½ | 3     |
| 7  | Alexey Selezniev   | ½ | 0 | 0 | 1 | 0 | ½ | - | ½ | ½ | 3     |
| 8  | Solomon Slonim     | 0 | 0 | ½ | 0 | 0 | 1 | ½ | - | 1 | 3     |
| 9  | Vladimir Yuriev    | 0 | 0 | 0 | 0 | ½ | ½ | ½ | 0 | - | 1½    |

### Semifinais
| N° | Jogador                | 1 | 2 | 3 | 4 | 5 | 6 | Total |
| -- | ---------------------- | - | - | - | - | - | - | ----- |
| 1  | Peter Izmailov         | - | ½ | ½ | 1 | 1 | ½ | 3½    |
| 2  | Ilya Kan               | ½ | - | ½ | 1 | ½ | 1 | 3½    |
| 3  | Konstantin Vigodchikov | ½ | ½ | - | ½ | ½ | ½ | 2½    |
| 4  | Mikhail Botvinnik      | 0 | 0 | ½ | - | 1 | 1 | 2½    |
| 5  | Vladimir Makogonov     | 0 | ½ | ½ | 0 | - | ½ | 1½    |
| 6  | Vladislav Silich       | ½ | 0 | ½ | 0 | ½ | - | 1½    |

| N° | Jogador             | 1 | 2 | 3 | 4 | 5 | 6 | Total |
| -- | ------------------- | - | - | - | - | - | - | ----- |
| 1  | Sergey von Freymann | - | 1 | 0 | 1 | 1 | 1 | 4     |
| 2  | Boris Verlinsky     | 0 | - | 1 | 1 | 1 | 1 | 4     |
| 3  | Vsevolod Rauzer     | 1 | 0 | - | 0 | 1 | 1 | 3     |
| 4  | Mikhail Makogonov   | 0 | 0 | 1 | - | 0 | ½ | 1½    |
| 5  | Nikolai Grigoriev   | 0 | 0 | 0 | 1 | - | ½ | 1½    |
| 6  | Yakov Rokhlin       | 0 | 0 | 0 | ½ | ½ | - | 1     |

### Final
| N° | Jogador             | 1   | 2   | 3   | Total |
| -- | ------------------- | --- | --- | --- | ----- |
| 1  | Boris Verlinsky     | -   | 1 1 | 1 ½ | 3½    |
| 2  | Sergey von Freymann | 0 0 | -   | 1 1 | 2     |
| 3  | Ilya Kan            | 0 ½ | 0 0 | -   | 0½    |

Peter Izmailov também havia se classificado para jogar a final, mas devido a compromissos escolares, não pôde participar.